# Iain Armitage
Iain Armitage (2008. július 15. –) amerikai színész (legismertebb szerepe Az ifjú Sheldon szituációs komédia Sheldon Coopere) és színikritikus.

## Életpályája
Euan Morton színész- és énekes fia, és Richard Lee Armitage korábbi külügyminiszter-helyettes unokája.
Iain először a YouTube-on szerepelt, ahol véleményezte a színelőadásokat, a műsora neve: Iain Loves Theatre.
Videói felhívták a színházi szereplők figyelmét, köztük egy-két ügynököt, akik fel akarták venni őt.
2017-ben kapta meg a főszerepet az ifjú Sheldon c.sorozatban, ami az Agymenők spin-offja. A sorozatban ő alakítja Sheldon Lee Coopert. Az ifjú Sheldonban a nézők betekintést nyerhetnek az ifjú Sheldon életébe.
Az ifjú Sheldon 2017. szeptember 25-én látta meg a napvilágot a CBS-en.

## Filmográfia

### Film
| Év   | Eredeti cím        | Cím                      | Szerep                              | Magyar hang     |
| ---- | ------------------ | ------------------------ | ----------------------------------- | --------------- |
| 2017 | The Glass Castle   | Az üvegpalota            | Brian Walls (fiatalon)              |                 |
| 2017 | Our Souls at Night | Milyen hosszú az éjszaka | Jamie Moore                         |                 |
| 2017 | I'm Not Here       | Nem vagyok itt           | Stevie                              | Sándor Barnabás |
| 2020 | Scoob!             | Scooby!                  | Bozont Rogers (fiatalon, csak hang) | Gáll Dávid      |

### Tévés szerepek
| Év        | Eredeti cím                       | Cím                                      | Szerep                  | Megjegyzés    | Magyar hang                                           |
| --------- | --------------------------------- | ---------------------------------------- | ----------------------- | ------------- | ----------------------------------------------------- |
| 2017      | Law & Order: Special Victims Unit | Esküdt ellenségek: Különleges ügyosztály | Theo Lachere            | Egy epizódban | eredeti hang                                          |
| 2017–2019 | Big Little Lies                   | Hatalmas kis hazugságok                  | Ziggy Chapman           | 14 epizódban  | Mayer Marcell                                         |
| 2017–2024 | Young Sheldon                     | Az ifjú Sheldon                          | Sheldon Cooper          | 65 epizódban  | Sándor Barnabás (HBO) Gergely Attila (Comedy Central) |
| 2018      | The Big Bang Theory               | Agymenők                                 | Sheldon Cooper (fiatal) | Egy epizódban | Gergely Attila                                        |

## Díjai, jelölései
| Év   | Díj                | Kategória                                             | Jelölés         | Státusz  | Forrás |
| ---- | ------------------ | ----------------------------------------------------- | --------------- | -------- | ------ |
| 2018 | Young Artist Award | Best Performance in a TV Series - Leading Young Actor | Az ifjú Sheldon | Elnyerte | [ 4 ]  |

## További információ
- Iain Armitage a Facebookon
- Iain Armitage a PORT.hu-n (magyarul)
- Iain Armitage az Internetes Szinkronadatbázisban (magyarul)
- Iain Armitage az Internet Movie Database-ben (angolul)
- Iain Armitage a Rotten Tomatoeson (angolul)